# ラルビカイト

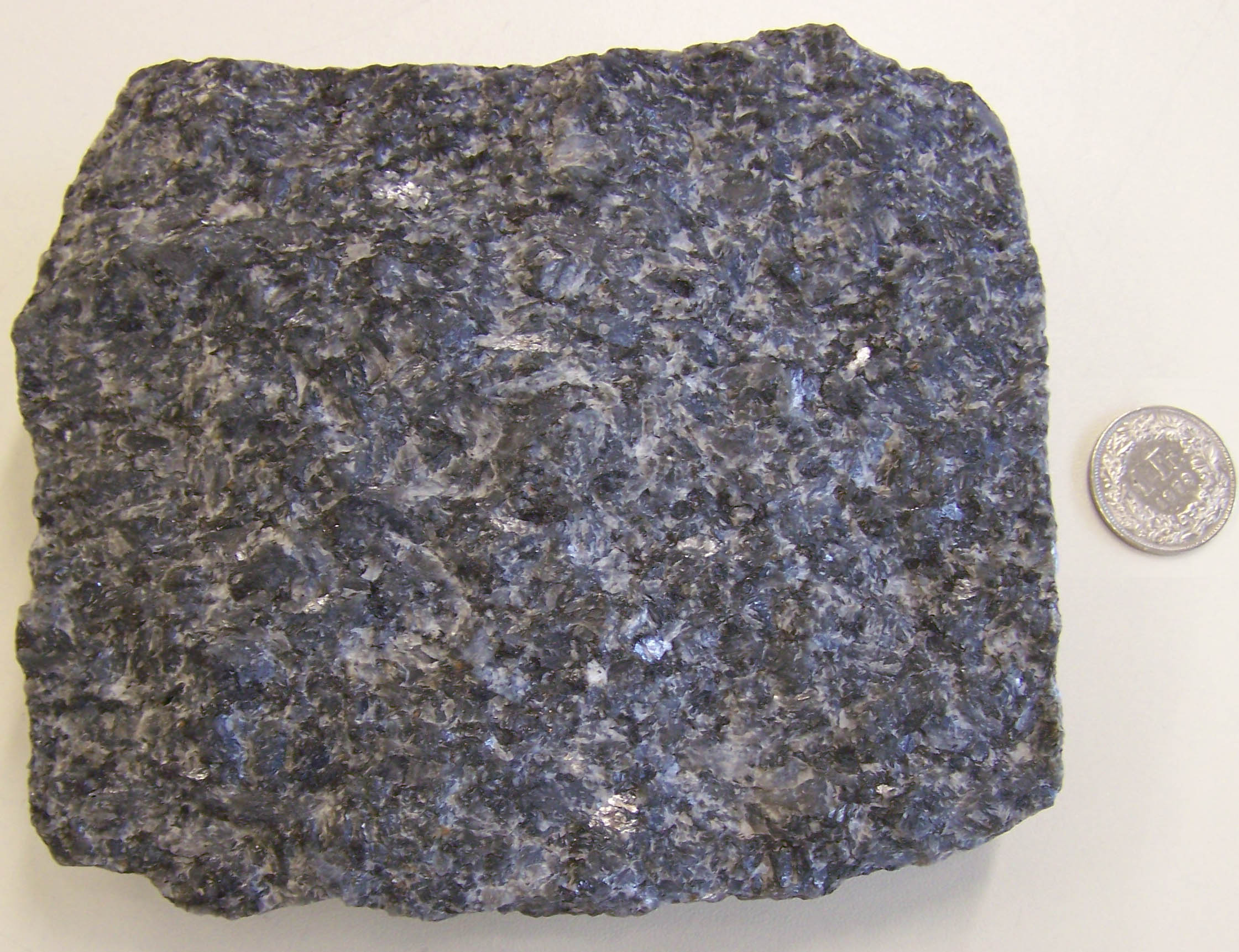
ノルウェー、ラルヴィクのラルビカイト

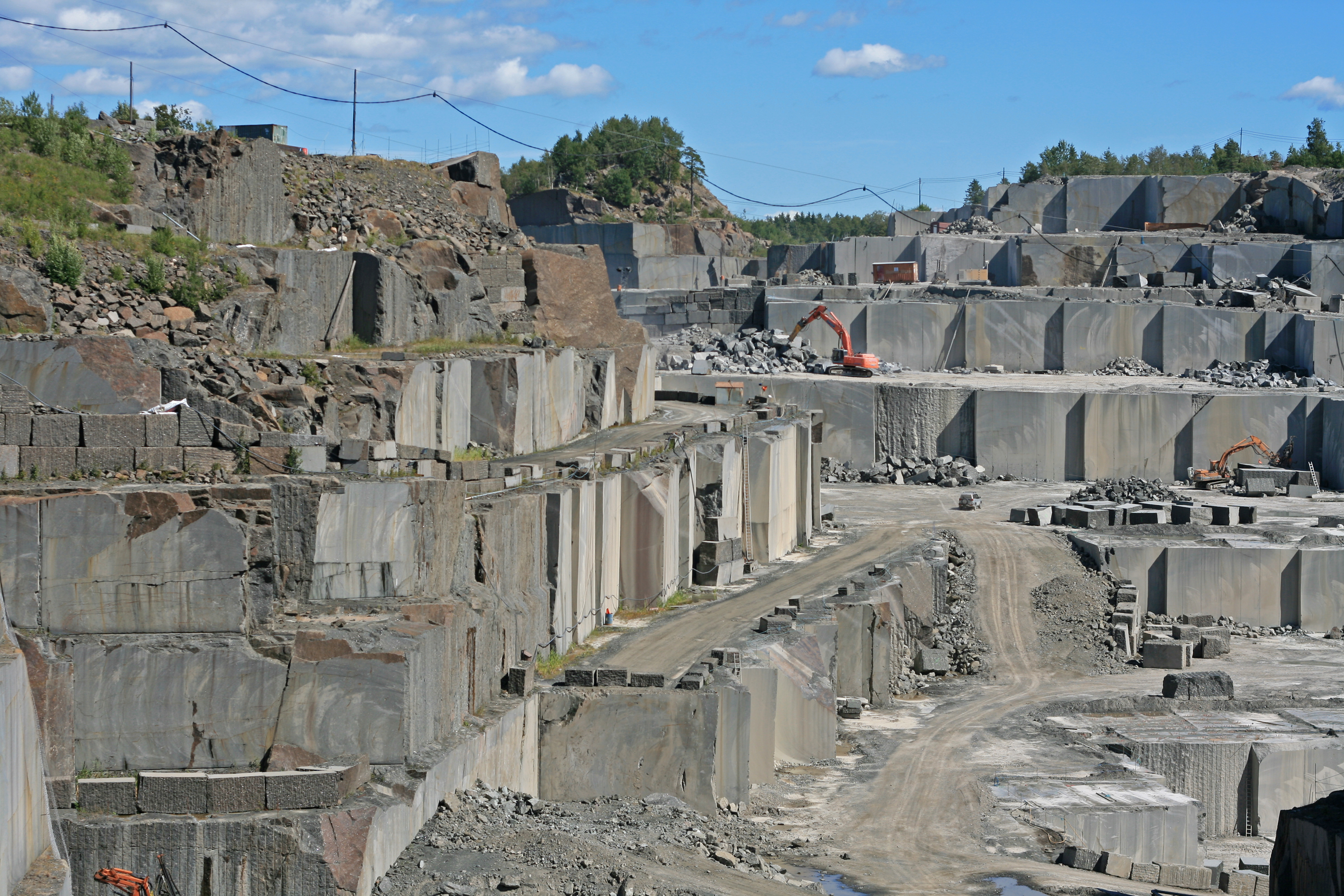
ノルウェー、ラルヴィクのラルビカイト採石場（2008年）

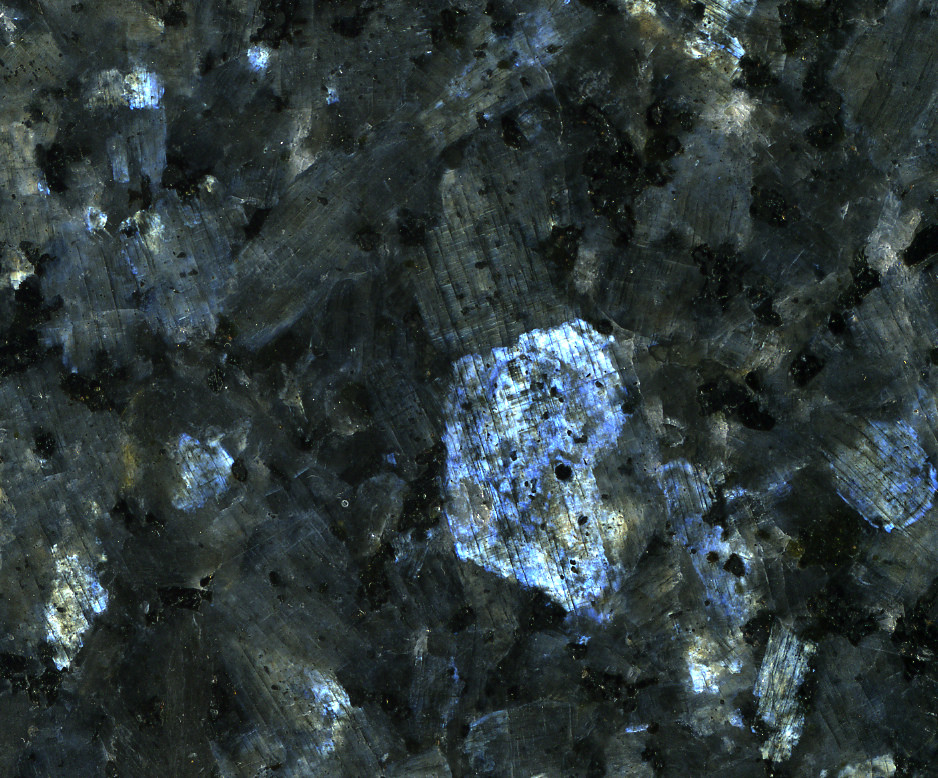
「ブルーパール花崗岩」として販売されるラルビカイトは人気の装飾石である

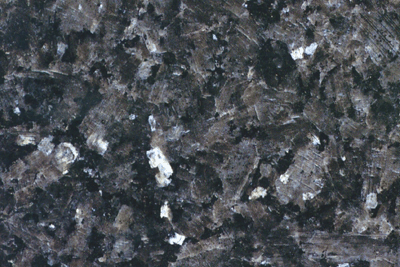
表面が磨かれた軽いラルビカイト

ラルビカイト（英語: Larvikite）は、和名は月長石閃長岩（げっちょうせきせんちょうがん）とも呼ばれる鉱物。パワーストーンとして扱われる。　 

## 概要
火成岩（モンゾナイト）に分類される。親指の爪ほどの大きさの長石結晶が見られるが これらは長石の3つの端成分全てを備えているため、「三成分系」（ternary）として知られている。 長石は、マイクロスケールでは部分的に混じり合うことなくパーサイトを形成し、アルカリ長石と斜長石の層が交互に存在することで、表面を研磨すると特徴的な銀青色光沢（シラー効果、ラブラドレッセンスとも呼ばれる）が現れる。また、カンラン石やアパタイトも成分に含んでおり、場合によっては石英が存在することもある。チタンも豊富で、チタン輝石やチタン磁鉄鉱も含有する。 